# Единообразное именование сетевых устройств
Единообразное именование сетевых устройств (англ. Consistent Network Device Naming) — соглашение о наименовании Ethernet-адаптеров в Linux (точнее, в правилах udev).
Было предложено в 2009 году для замены старого стандарта именования (ethX), который вызывал проблемы на компьютерах с несколькими сетевыми интерфейсами, потому что в старом стандарте порядок нумерации интерфейсов определялся порядком обнаружения устройств при загрузке, который был неопределённым (возможное состояние гонки) и менялся в случае добавления новых сетевых устройств.
Новый стандарт именования:
- em[1-N] для встроенных в материнскую плату сетевых адаптеров (номер совпадает с номером на корпусе).
- p<slot_number>p<port_number> для PCI-плат, в соответствии с использованным PCI-слотом, при этом номера слотов начинаются с 1 (не с 0).
- Устройства NPAR и SR-IOV добавляют суффикс _<vf>, в диапазоне 0...N, определяющийся номером раздела или виртуальной функции, назначенной порту.
- Остальные соглашения об именовании, использующиеся в Linux, такие как суффиксы .<vlan> и :<alias> остаются без изменений[3].

Данное соглашение было реализовано для серверов Dell в форме модуля с названием biosdevname.
Первым среди крупных дистрибутивов Linux была Fedora 15 в мае 2011 и Red Hat Enterprise Linux версии 6.1.
Поддержка также была реализована в SUSE Linux Enterprise Server 11 sp 2 в феврале 2012.
Новые модели Dell PowerEdge и Dell Precision поддерживают новые имена.
Также существует и свободная реализация, базирующаяся на механизмах udev, в настоящий момент интегрированных в systemd.